# Kastel (Svitavská pahorkatina)
Kastel (též Na Kastelu) je 445 m n. m. vysoký vrch v okrese Rychnov nad Kněžnou Královéhradeckého kraje. Leží asi 0,5 km ssz. od obce Vrbice na jejím katastrálním území.

## Geomorfologické zařazení
Geomorfologicky vrch náleží do celku Svitavská pahorkatina, podcelku Českotřebovská vrchovina, okrsku Kozlovský hřbet a podokrsku Potštejnský hřbet.